# Ülvi Qənizadə
Ülvi Qənizadə (también escrito como Ulvi Ganizade; 19 de enero de 1999) es un deportista azerbaiyano que compite en lucha grecorromana.
Ganó dos medallas en el Campeonato Mundial de Lucha, en los años 2022 y 2024, y cinco medallas en el Campeonato Europeo de Lucha entre los años 2020 y 2025.

## Palmarés internacional
| Campeonato Mundial | Campeonato Mundial      | Campeonato Mundial | Campeonato Mundial |
| Año                | Lugar                   | Medalla            | Categoría          |
| ------------------ | ----------------------- | ------------------ | ------------------ |
| 2022               | Belgrado (Serbia)       | Medalla de plata   | 72 kg              |
| 2024               | Tirana (Albania)        | Medalla de oro     | 72 kg              |
| Campeonato Europeo |                         |                    |                    |
| Año                | Lugar                   | Medalla            | Categoría          |
| 2020               | Roma (Italia)           | Medalla de bronce  | 72 kg              |
| 2022               | Budapest (Hungría)      | Medalla de bronce  | 72 kg              |
| 2023               | Zagreb (Croacia)        | Medalla de oro     | 72 kg              |
| 2024               | Bucarest (Rumania)      | Medalla de plata   | 72 kg              |
| 2025               | Bratislava (Eslovaquia) | Medalla de bronce  | 72 kg              |